# Reims-la-Brûlée

Reims-la-Brûlée este o comună în departamentul Marne, Franța. În 2009 avea o populație de 217 de locuitori.